# Judy Wajcman

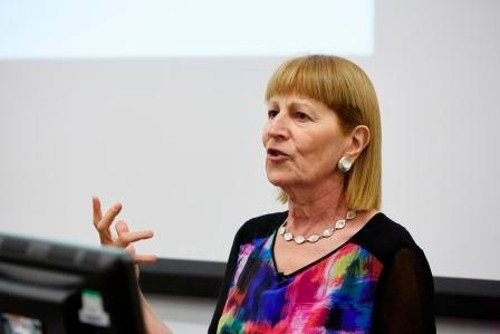
Judy Wajcman (2015)

Judy Wajcman (* 1950 in Australien) ist Professorin an der London School of Economics and Political Science (LSE) und ist Leiterin des Departments für Soziologie. Sie kann als eine der wichtigsten Vertreterinnen der feministischen Techniksoziologie bezeichnet werden.
2016 wurde sie in die British Academy gewählt. Von 2010 bis 2011 war sie Präsidentin der Society for Social Studies of Science. Für 2021 wurde ihr der John Desmond Bernal Prize zugesprochen.

## Arbeit
Ihre Arbeiten stehen im Kontext der Social Construction of Technology, wobei sie sich unter feministischen Aspekten mit technischem Wandel, Arbeit und dem Zusammenhang von Technik (technology) und Geschlecht (gender) befasst. Eine ihrer Thesen ist, dass stereotyp Technik bzw. Technologie als Männer-Kultur gesehen wird, deren inhärente Interessen zum Ausschluss von Frauen führen, abzulesen z. B. an der geschlechtsspezifischen Arbeitsteilung und am männlich dominierten Zugang zu technologischem Wissen. Hier schließt die verbreitete Erfahrung an, dass der weibliche Körper in der Medizin zur (reproduktiven, außengesteuerten) Maschine degradiert wird.
Judy Wajcman analysiert unter dem Schlagwort Technofeminism, wie Techniken/Technologien geschlechtskodiert sind und wie eine Geschlechterpolitik mit Hilfe postmoderner und feministischer Theorien sowie der Wissenschafts- und Technikforschung hierin einen Wandel definieren kann.

## Publikationen (Auswahl)
- Women in Control: Dilemmas of a Workers' Co-operative. Milton Keynes, The Open University Press 1983
- Feminism Confronts Technology. Cambridge, Polity Press, 1991 (dt.: Technik und Geschlecht. Die feministische Technikdebatte, Frankfurt/New York, Campus, 1994)
- Managing Like a Man: Women and Men in Corporate Management. Cambridge, Polity Press, 1998
- Technofeminism. Cambridge, Polity Press, 2004